# Oppidum Manching

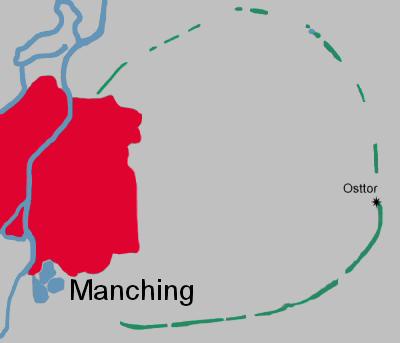
Nákres oppida

Oppidum u města Manching v Bavorsku bylo osídlení městského typu pocházející z pozdní doby železné (tedy doby laténské). Během jeho největšího rozkvětu ve 2. století před n. l. zde žilo pět až deset tisíc obyvatel; bylo hlavním střediskem kmene Vindeliků. Původní název oppida, které patří k nejlépe prozkoumaným objektům svého druhu, však není znám.

## Poloha
Přestože většina oppid byla postavena na vyvýšených, strategicky umístěných polohách, osídlení Manchingu se rozkládalo v rovinaté oblasti u soutoku řeky Paar s Dunajem, nedaleko dnešního Ingolstadtu. Výhodou této lokality byla nejen přírodní ochrana vodními toky a okolními bažinami, ale i nedaleká naleziště zlata a železné rudy.

## Výzkum

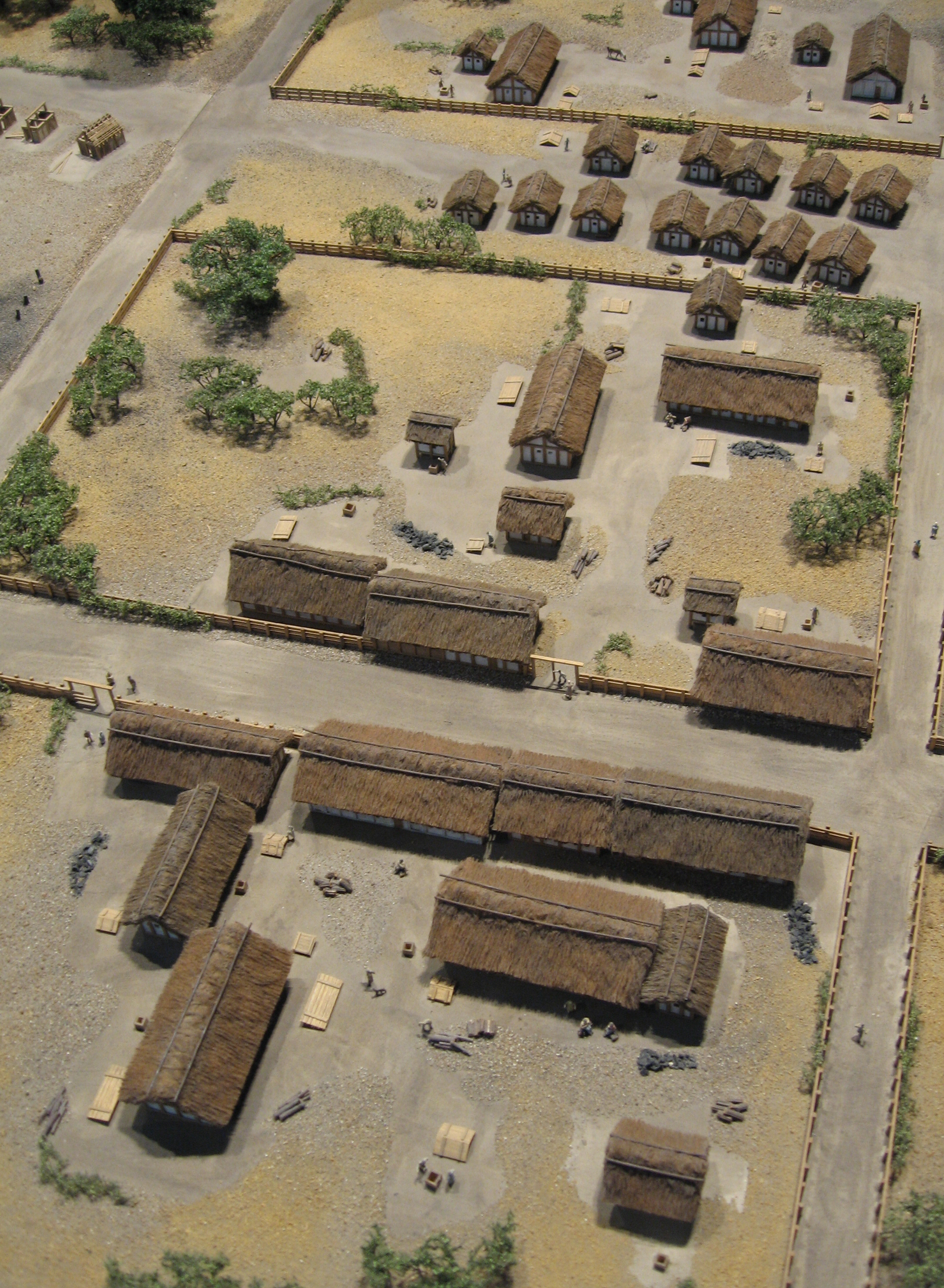
Model osídlení centrální části oppida

Zbytky osídlení byly známy a popsány již v roce 1831, podle Andreasa Buchnera (1776–1854), učitele dějepisu na gymnáziu v Regensburgu. První práce v terénu byly prováděny v letech 1892-1893 podle Josepha Finka (1859–1929). V roce 1903 Paul Reinecke (1872–1958 – tvůrce dodnes platného periodizačního systému doby laténské) je správně označil jako keltské oppidum. Během druhé světové války však bylo naleziště zdevastováno, protože zde vzniklo vojenské letiště, které bylo následně bombardováním srovnáno se zemí. V roce 1955, kdy se započaly plány na stavbu dalšího letiště, proběhly v omezeném rozsahu záchranné vykopávky. Od 70. do 90. let na lokalitě probíhal rozsáhlý systematický výzkum, v současné době se realizuje množství menších záchranných výzkumů: celkem bylo prozkoumáno asi 49 hektarů. Poznatky výzkumem získané jsou průběžně publikovány v samostatné edici "Ausgrabungen in Manching"; doposud bylo vydáno 20 svazků. Od roku 2006 jsou nálezy z Manchingu vystaveny v Kelten-Römer-Museum v Manchingu.

## Oppidum
Oppidum Manching vzniklo na průsečíku dálkových obchodních cest vedoucích severojižním a západovýchodním směrem. Je to (po oppidu Kelheim) druhé největší keltské osídlení v Německu. Oppidum, jehož rozloha je 380 ha, bylo založeno a vybudováno plánovitě – plocha byla rozdělena do pravidelných parcel, které byly zastavěny ohraničenými dvorci. Ty v sobě uzavíraly jak velké obytné domy, stavěné na povrchu, tak zahloubené menší chaty, zřejmě sloužící výrobním účelům, i hospodářské budovy, špýchary, stáje, zásobní jámy, cisterny aj. V centrální části oppida byl zjištěn chrámový okrsek se svatyní.

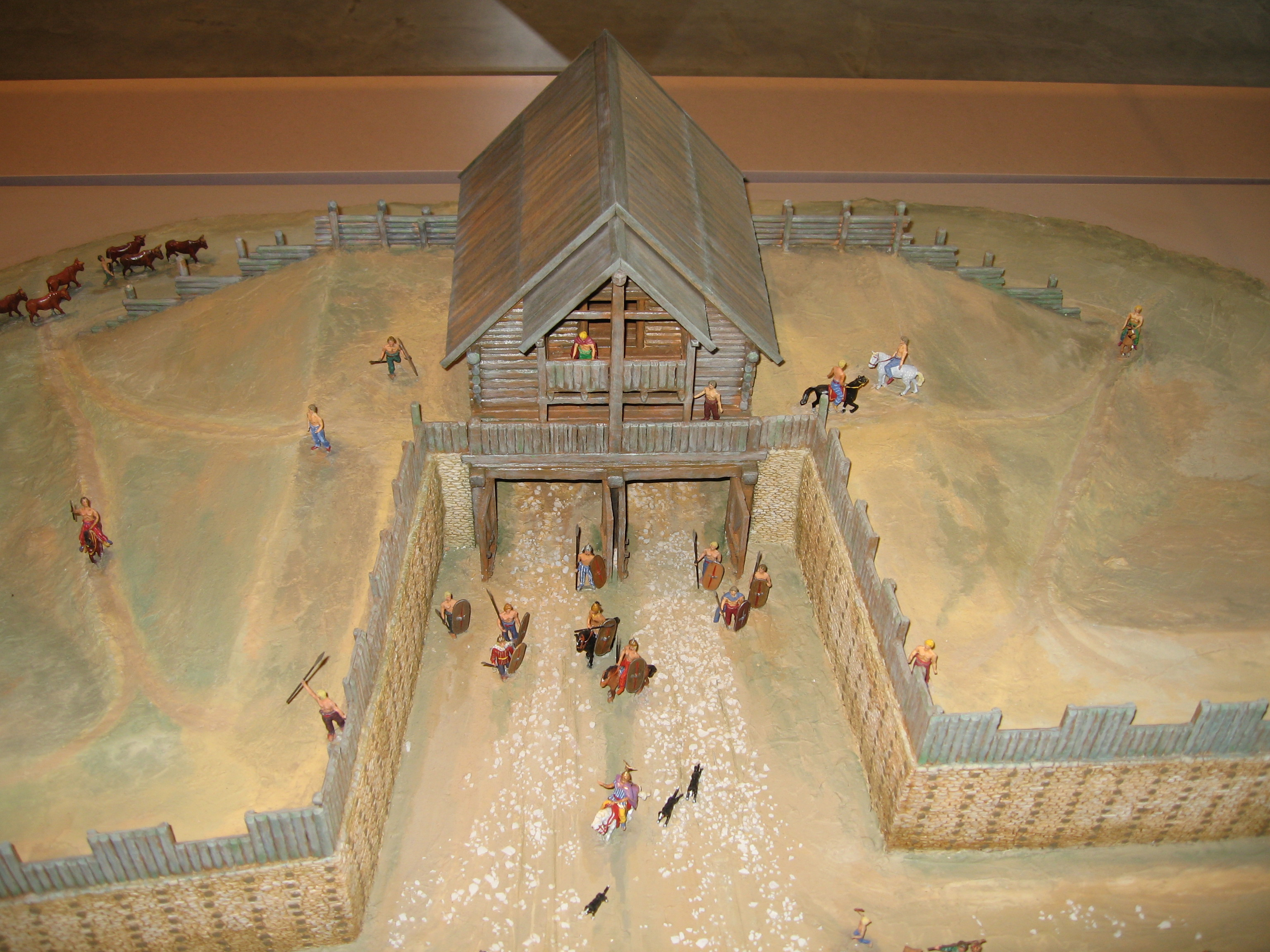
Model východní brány

Městské opevnění, v němž se podařilo prokázat nejméně dvě brány, dosahovalo délky až 7 km. Fortifikační systém je výjimečný tím, že zahrnuje dva druhy opevnění, které se vedle sebe nikde jinde nedochovaly – jedná se o hradby typů murus gallicus a pfostenschlitzmauer (v obou případech jde o variace na roštovou konstrukci ze dřeva, která je vyplněna hlinitoštěrkovým zásypem a zepředu chráněna kamenným obložením).
Osídlení vzniklo kolem roku 300 před n. l., kdy byla založena svatyně a pohřebiště severovýchodně od ní. V průběhu 3. století před n. l. vzniká druhá nekropole na západní straně a rozvíjejí se následující oblasti:
1. chrámový okrsek s kruhovou svatyní na jihozápadní straně
2. oblast pro zpracování železa a obilná sýpka na jižní a západní straně
3. ohraničená zemědělská oblast na severu
4. místo vyhrazené pro bydlení a drobné řemeslné dílny na jihozápadě

Manching měl také svou vlastní mincovnu. Obyvatelé byli zásobováni z nedalekých zemědělských usedlostí, z nichž některé byly odkryty během výzkumu. Zboží vyrobené v oppidu (především keramika, výrobky ze železa a skla) se vyváželo. Manching byl obýván asi 300 let, největšího rozkvětu dosáhl ve 2. století před n. l., od konce 2. století však postupně upadá – kolem roku 50 před n. l. obyvatelé začínají město opouštět. Zánik oppida se dává do spojitosti se zhroucením keltské ekonomiky, vyvolaným Caesarovým tažením do Galie. Roku 15 před n. l. se oppidum dostává do područí Římanů.

## Archeologické nálezy
Obrovské množství nálezů zahrnuje především keramiku různých tvarů, široké spektrum železných předmětů – řemeslnické i zemědělské nástroje, stavební kování (skoby, hřeby, zámky, klíče), součásti vozů a koňských postrojů a ostruhy, militária (zlomky mečů a jejich pochev, listů kopí, šipky), předměty z vybavení domácnosti – součásti kotlů a jejich závěsů, nože, vidličky aj.; šperky (především spony) jsou vedle železa vyráběny i z bronzu, nalezeno bylo velké množství skleněných perel a náramků; kromě četných vlastních mincí zlatých i stříbrných různých nominálů byly nalezeny i předměty k jejich výrobě (destičky k odlévání mincovních střižků, mincovní vážky, razidla); dálkový obchod dokládají zlomky vinných amfor, bronzových a skleněných nádob a jantaru.
Nálezy lidských stehenních kostí a lebek svědčí o existenci určitého kultu mrtvých nebo uctívání zemřelých předků. V blízkosti svatyně se našly depoty zlatých (483 kusů) a stříbrných mincí, zbraní a zlato pocházející z oblasti dnešních Čech. Mezi nejcennější nálezy patří model stromu s pozlacenými listy.